# Francisco Lopes (economista)
Francisco Lafaiete de Pádua Lopes (Belo Horizonte, 1945), também conhecido como Chico Lopes, é um economista brasileiro e ex-presidente interino do Banco Central do Brasil.    
Destacou-se como professor da PUC-Rio e integrou, ao lado de Persio Arida, André Lara Resende e Edmar Bacha o chamado grupo heterodoxo. Foi um dos formuladores do Plano Cruzado, integrou a equipe que criou o Plano Bresser e também prestou consultoria informal à equipe do Plano Real. Foi sócio da consultoria Macrométrica e diretor do Banco Central entre 1995 e 1998. Em janeiro de 1999, assumiu a presidência do Banco, sucedendo Gustavo Franco, mas se demitiu em fevereiro, em meio a acusações de ter usado o cargo para beneficiar sua consultoria.   

## Família e infância
Francisco Lopes é filho de Lucas Lopes e Ester de Pádua Lopes. Seu pai, nascido em Ouro Preto, foi secretário da Agricultura, Indústria e Comércio do governo de Benedito Valadares, em Minas Gerais, e de Viação e Obras Públicas do governo de João Tavares Correia Beraldo. Durante a infância de Francisco, foi professor de geografia econômica da Faculdade de Economia da UFMG, participou da Comissão da Vale do São Francisco e passou a colaborar com Juscelino Kubitschek na industrialização do estado de Minas Gerais, onde ajudou a fundar a Cemig. Participou também da Comissão Mista Brasil-Estados Unidos, junto com Roberto Campos, de quem se tornou amigo. Quando Kubitschek foi candidato a presidente, convidou Lucas Lopes a formular o Plano de Metas, fazendo ponte com Campos. Após a morte de Getúlio Vargas, Café Filho assumiu a presidência com apoio do grupo de JK, e Lucas Lopes foi indicado para o Ministério de Viação e Obras Públicas. 
Então com 9 anos, Francisco acompanhou o pai na mudança para o Rio de Janeiro, mas Lucas Lopes ficou poucos meses no ministério. Com isso, a família voltou a Belo Horizonte. Mas se mudou mais uma vez para o Rio após a vitória eleitoral de JK e quando, com o afastamento de Café Filho, Nereu Ramos assumiu a presidência, nomeando mais uma vez Lopes. No governo de Juscelino, o pai de Francisco primeiro assumiu a presidência do BNDE, até assumir o Ministério da Fazenda, em 1958. Nessa época, Francisco conta que acompanhava a intensa vida política do pai, que recebia em jantares em casa o economista e amigo Roberto Campos, Mário Henrique Simonsen, entre outros nomes do debate econômico. Na mesma época, seu irmão, Rodrigo, passou a namorar a filha de Juscelino Kubitschek, Maria Estela, com quem viria a se casar.  

## Carreira acadêmica
Graduou-se em Economia na UFRJ em 1967. Na universidade, teve aulas com Maria da Conceição Tavares e Otávio Gouvêa de Bulhões. Depois, fez o mestrado na FGV-RJ, coordenado por Mário Henrique Simonsen, em que se formou em 1968. Em 1969, candidatou-se ao doutorado em Harvard, onde se formou com uma tese com o título "Planejamento da desigualdade na economia em desenvolvimento", baseada no modelo insumo-produto, orientada por Lance Taylor. De volta ao Brasil, foi convidado por Bacha, que tinha sido seu veterano em Harvard, para lecionar na UnB, no recém-criado departamento de Economia. Em 1974, aceitou o convite de Simonsen para voltar à EPGE como professor. Fez parte do grupo de Harvard na escola, que se contrapunha a um outro grupo egresso de Chicago, ligado a Carlos Geraldo Langoni, enquanto Simonsen assumiu cargo no governo Geisel. Ao lado de Dionísio Dias Carneiro, que também tinha sido seu colega na UnB e na FGV, e de Rogério Werneck, também da FGV, fundou o mestrado em Economia da PUC-RJ, em 1977. Teve passagem pelo Ipea em 1979, a convite de Simonsen, então ministro do Planejamento, e depois voltou à PUC.
Em 1984, escreveu um artigo intitulado "Só um choque heterodoxo pode derrubar a inflação", na revista Economia em Perspectiva. Ele retomava ideias de Antônio Gouvêa Bulhões que defendiam que era preciso fazer um choque e acabar com a correção monetária para poder conter a inflação. Lopes chamou a ideia de choque ortodoxo, mas acrescentou que o problema da inflação no Brasil era inercial. A partir disso, desenvolveu uma teoria da inércia, que sustentava que o déficit público era causado pela inflação, e que a inflação continuava existindo porque a inflação passada gerava essa expectativa.
Na mesma época, por causa de um convênio da PUC-Rio com o Centro de Estudios para el Desarrollo Económico y Social (Cedes) de Buenos Aires, aproximou-se de um grupo de economistas que chegou ao governo Argentino na eleição de Raul Alfonsín, entre os quais José Luis Machinea, que seria mais tarde ministro da Economia de Fernando de La Rua. Os economistas da PUC-Rio enviaram trabalhos acadêmicos para esse grupo argentino, entre os quais as sugestões de André Lara Resende, Pérsio Arida e Chico Lopes sobre como dar um choque para vencer a hiperinflação, com congelamento de preços e indexação dos preços às Obrigações do Tesouro Nacional. Os argentinos elaboraram, então, o Plano Austral. 

## Serviço público
A primeira experiência no serviço público foi ao assumir a Superintendência do Ipea no Rio de Janeiro, a convite de Mário Henrique Simonsen, então ministro do Planejamento do governo Figueiredo, em 1979. Em 1984, Lucas Lopes levou o filho a um encontro com Tancredo Neves, que conheceram em Barbacena. Na ocasião, Chico Lopes apresentou as propostas sobre a criação de uma nova moeda, o Plano Cruzado. Após a morte de Tancredo e posse de Sarney, Francisco Dornelles foi escolhido como ministro da Fazendo e convidou Chico Lopes para a Comissão de Valores Mobiliários (CVM). André Lara Resende também foi convidado para a Comissão, os dois sendo indicados por Tancredo antes da morte. Mas os dois rejeitaram o convite. 
Só após a queda de Dornelles, quando Dílson Funaro assumiu, é que Lopes voltou a se aproximar do governo. Resende e Arida assumiram diretorias no Banco Central. Chegou a fazer parte de um grupo que começou a formular o Plano Cruzado, mas quando o grupo se restringiu a integrantes do governo, ficou alijado do desenho final da comissão. Foi então que foi convidado por João Sayad, ministro do Planejamento, para assessorá-lo. Criticava que o plano Cruzado tinha um gatilho e correção de salários a cada seis meses, o que acabaria inviabilizando o plano. Ele atribuiu ao gatilho o fracasso do Cruzado. Em 1987, colaborou com o Plano Bresser, que tentou substituir o gatilho por uma regra de indexação chamada Unidade de Referência de Preços. Em 1988, publicou o livro "O desafio da hiperinflação: em busca da moeda real", em que já tinha a ideia de criação uma moeda chamada real. Em conjunto com o deputado constituinte Osmundo Rebouças, sugeriu a criação de duas moedas correndo paralelamente, o cruzado e o real, por um período de convivência de ambas, nas bases do que seria anos depois tentado no Plano Real. Enquanto Lopes estava sugerindo as bases do real, o governo preparava o Plano Verão – que era bem mais simples e também fracassou. 
Anos depois, no governo Itamar Franco, ele foi convidado por Pérsio Arida para conversar com Pedro Malan, Gustavo Franco, Edmar Bacha, Clóvis de Barros Carvalho e Eduardo Jorge Caldas Pereira, para saber sua opinião sobre a utilização de duas moedas. Já havia um indexador, a BTN fiscal, que convergia para a inflação efetiva. El acabou se tornando a base da Unidade Real de Valor (URV). Após a implementação bem-sucedida do Real, ele foi convidado por Pérsio Arida, então presidente do Banco Central, a assumir uma diretoria no banco.

### Diretor do Banco Central
Lopes assumiu, a convite de Persio, a Diretoria de Política Econômica. Na saída de Pérsio e com a entrada de Gustavo Loyola, Chico Lopes foi deslocado para a Diretoria de Política Monetária.   

### Presidente do Banco Central
Depois do desgaste de Gustavo Franco como presidente do Banco Central, após a crise de 1999, Malan aquiesceu com a ideia de uma troca nos rumos da valorização da moeda e aceitou a indicação de Chico Lopes para a presidência do Banco Central. 